# Orquestra Sinfônica de Victoria
A Orquestra Sinfônica de Victoria é uma orquestra canadense baseada na cidade de Victoria (Colúmbia Britânica). É considerada por muitos como a principal organização artística da Ilha Vancouver. A atual diretora musical é Tania Miller. A orquestra é composta por 34 músicos permanentes e 15 freelancers. A orquestra apresenta mais de 50 séries por temporada, bem como um festival de verão com a duração de duas semanas. 
A orquestra foi fundada em 1941 por membros da Marinha Real Canadense como um conjunto amador. Melvin Knudsen serviu como o primeiro maestro do grupo, deixando a orquestra sete anos depois, em 1948, quando foi sucedido por Hans Gruber. Otto-Wener Mueller foi noemado maestro residente em 1963, seguido de Laszlo Gati em 1967. A orquestra tornou-se um conjunto profissional com Gati nos meados da década de 1970. .
Em 1979, Paul Freeman deixou a Orquestra Sinfônica de Detroit para assumir a posição de maestro residente na Orquestra. Glen Fast serviu como maestro adjunto a partir de 1983 e tornou-se o residente em 1988, com a retirada de Freeman. Peter McCoppin foi noemado maestro em 1989, posição que ocupou até 1994, quando Kees Bakels sucedeu-o. Bakels deixou a orquestra em 2002, quando Timothy Vernon foi nomeado diretor musical. Tania Mieller está a frente da orquestra desde 2004.